# Fleur Jong
Fleur Jong (Purmerend, 17 de dezembro de 1995) é uma atleta paralímpica neerlandesa. Ela ganhou duas medalhas de ouro estabelecendo um novo recorde mundial nos eventos T64 feminino de 100 metros e T64 de salto em distância feminino no Campeonato Europeu de Atletismo para Deficientes de 2021 em Bydgoszcz, na Polônia.
Em junho de 2021, ela estabeleceu um novo recorde mundial no salto em distância duas vezes lá: em sua quinta tentativa, ela saltou 6,04 metros e melhorou este recorde para 6,06 metros em sua próxima tentativa.
Jong participou dos Jogos Olímpicos de Verão de 2020 em Tókio, no Japão, onde estabeleceu um novo recorde mundial ao saltar 6,16 metros, o que lhe rendeu uma medalha de ouro.